# هاملت زاکاریان
هاملت آوتیسی زاکاریان (ارمنی: Համլետ Ավետիսի Զաքարյան؛ زادهٔ ۱۰ مارس ۱۹۴۴) یک سیاستمدار اهل ارمنستان است که از تاریخ ۲۰۰۷ تا تاریخ ۲۰۱۲ سمت نمایندگی دوره چهارم مجلس ملی جمهوری ارمنستان را برعهده داشت.

## زندگی‌نامه
در ۱۰ مارس ۱۹۴۴ در استان تاووش به دنیا آمد و از دانشگاه دولتی ایروان فارغ‌التحصیل شد. 